# Westland Wyvern
Le Westland Wyvern est un avion britannique d'attaque embarqué à turbopropulseur d'après-guerre.

## Historique
Le nom Wyvern est celui d'un monstre de la mythologie, dénommé en français Vouivre.
Son premier vol remonte au 12 décembre 1946. Il était alors équipé d'un Rolls-Royce Eagle (1944) (en) qui fut remplacé par un turbopropulseur Armstrong Siddeley Python. 
Il fut mis en service en 1953 et equipa 4 squadrons d'active. Il participe à la crise de Suez où deux sont abattus par la défense anti-aérienne égyptienne.
Il est retiré du service de la Fleet Air Arm en 1958 : pendant le service et les essais, il y a eu 68 accidents, 39 ont été perdus et il y a eu 13 décès, dont deux pilotes de la RAF et un pilote de la marine américaine.